# Hipstamatic
Hipstamatic è un'applicazione per iPhone, iPad, iPod touch e Windows Phone che permette di scattare fotografie con formato esclusivamente quadrato alle quali vengono applicati filtri selezionabili dall'utente prima dello scatto rendendo le immagini simili a quelle scattate con fotocamere analogiche.
L'applicazione contiene al suo interno diversi Paks (insieme di lenti, filtri, flash e custodie), alcuni scaricabili gratuitamente e altri acquistabili direttamente dall'applicazione.